# Ода Нобунага
О́да Нобуна́га (яп. 織田 信長, Ода Нобунагао файле; 23 июня 1534 — 21 июня 1582) — военно-политический лидер Японии периода Сэнгоку, один из наиболее выдающихся самураев в японской истории, посвятивших свою жизнь объединению страны.
Ода Нобунага был сыном мелкого военного предводителя из провинции Овари. После смерти отца он победил своих родственников в войне за наследство, став главой рода Ода. После объединения провинции Овари Нобунага разбил роды Имагава (1560 год) и Сайто (1567 год) и, получив поддержку сёгуна-беженца Асикаги Ёсиаки, завладел столицей Японии, городом Киото (1568 год). Из-за конфликта с сёгуном он был вынужден воевать против коалиции, в которую входили роды Адзаи, Асакура, Такэда, буддийские монастыри Энряку-дзи и Исияма Хонган-дзи. Нобунаге удалось победить в этой войне и уничтожить сёгунат (1573 год). До конца своей жизни Ода проводил план объединения Японии. Ему удалось подчинить все земли центральной Японии и провести в них ряд революционных реформ (ликвидация внутренних таможен, открытие рынков свободной торговли, составление кадастра земель и т. д.). Но завершить свои замыслы Нобунаге не удалось. В 1582 году он был вынужден совершить самоубийство в храме Хонно-дзи, став жертвой измены своего лучшего военачальника Акэти Мицухидэ.
Нобунага признавал только свою власть и не считался ни с политическими (сёгун и император), ни с религиозными (буддийские общины) силами в стране. Он проводил эффективную кадровую политику как в армии, так и в экономике, не обращая внимание на социальное происхождение нанимаемых им профессионалов. Для воплощения своих планов Нобунага активно сотрудничал с португальскими торговцами и иезуитскими миссионерами. За это он получал скидки во время покупки европейского огнестрельного оружия, доход с восточноазиатской торговли и армию верных его слову японских христиан. За суровый нрав, а особенно за сожжение храма Энряку-дзи, который был одним из древнейших буддийских центров страны, его называли «Демон-повелитель Шестого Неба» (яп. 第六天魔王 Дайроку Тэмма-о:, в буддизме хозяин шестого неба в Мире Желаний, одно из воплощений зла).

## Биография

### Молодые годы
Ода Нобунага родился в 1534 году (3-м году эры Тэмбун) в семье Оды Нобухидэ, военного предводителя (даймё) из провинции Овари. Нобунага был третьим сыном своего отца, но благодаря тому, что он был первенцем, рождённым от законной жены, его считали наследником рода Ода. Именно поэтому он был назначен хозяином замка Нагоя уже в два года. С детства Нобунага любил диковинные вещи и вёл себя очень странно и эксцентрично, за что получил кличку «большой дурак из Овари» (яп. 尾張の大うつけ Овари но о:уцукэ).
В 1546 году (15-м году эры Тэмбун) он прошёл церемонию совершеннолетия в замке Фуруватари и получил имя Ода Сабуро Кадзусано́сукэ Нобунага. Через два года, при посредничестве своего наставника Хиратэ Масахидэ, он женился на дочери Сайто Досана, правителя соседней провинции Мино (современная префектура Гифу). В 1549 году Нобунага встретился со своим тестем в храме Сётоку-дзи, где учредил с ним союз. Согласно сказаниям, во время этой встречи Сайто Досан был настолько впечатлён Нобунагой, что предрёк погибель собственного рода от рук своего зятя.
В 1551 году (20-м году эры Тэмбун) отец Нобунаги, Ода Нобухидэ, умер. Его сын унаследовал титул главы рода, но реального влияния на родственников Нобунага почти не имел. Многие старейшины и вассалы рода отошли от него особенно из-за имиджа «дурака», который усилился после возмутительного поведения на похоронах отца, когда Нобунага сбрасывал церемониальные благовония на священный алтарь.

### Борьба за провинцию Овари
Большинство старейшин во главе с Хаяси Митикацу и Сибатой Кацуиэ перешли на сторону младшего брата Нобунаги, Оды Нобуюки, в борьбе за пост главы рода. С другой стороны, ряд влиятельных самураев, среди которых были Мори Ёсинари, Сасса Наримаса и Кавадзири Хидэтака, поддержали Нобунагу.
Открытая война между двумя группировками началась в 1556 году (2-м году эры Кодзи). В этом году погиб тесть и союзник Нобунаги, Сайто Досан. Решив, что это благоприятный момент для захвата власти, Нобуюки и его соучастники атаковали силы Нобунаги. Но в битве при Ино повстанцы потерпели поражение. Нобунага собирался покончить с ними, но благодаря прошению матери помиловал своего младшего брата и его вассалов. В следующем году Нобуюки второй раз решил поднять войска, однако его судьбу решил один из полководцев — Сибата Кацуиэ. Убедившись в военном мастерстве Нобунаги, которое тот проявил в битве при Ино, Сибата решил перейти на сторону законного главы рода Ода и донёс ему про намерения Нобуюки. Узнав про попытку нового восстания, Нобунага заманил младшего брата в свою резиденцию и убил его. Позже, в 1559 году (2-м году эпохи Эйроку), уничтожив последних противников, Нобунага закрепил за собой титул главы рода и фактически объединил земли провинции Овари.

### Битва при Окэхадзаме

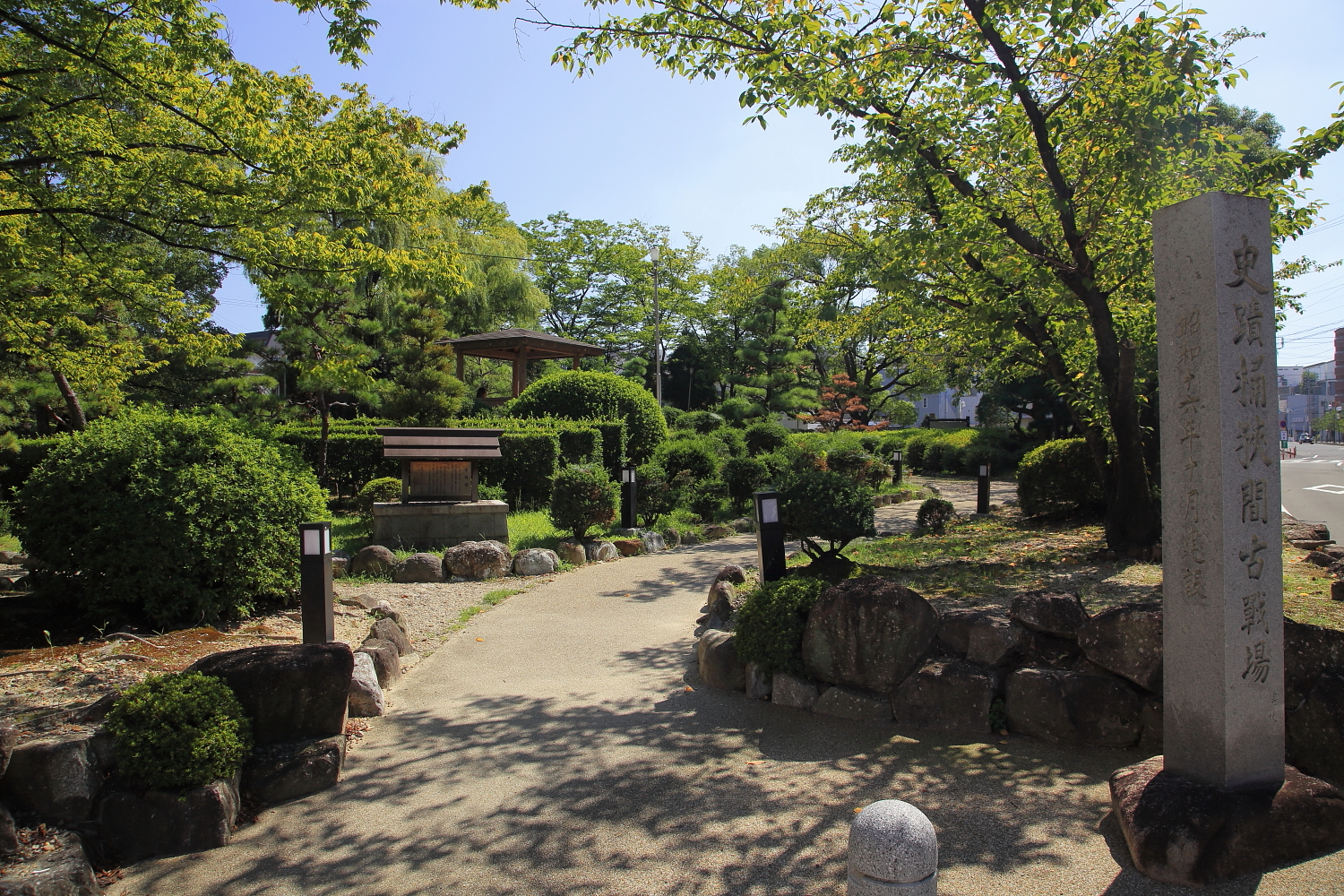
Место битвы в настоящее время (город Тоёта в префектуре Айти).

В мае 1560 года (3-го года эпохи Эйроку), после того, как Нобунага завершил объединение земель провинции Овари, в его владения вторглась 25-тысячная армия Имагавы Ёсимото, которая по количеству превышала силы Оды в 5, а по другим источникам — в 10 раз. Имагава был главой провинции Суруга (современная префектура Сидзуока). Силы Оды оказывали сопротивление, но их общее количество не превышало 5 тысяч человек. Авангард армий врага под командованием Мацудайры Мотоясу (позднее известного как Токугава Иэясу) захватил ряд пограничных фортов.
Во время этой смертельной опасности Нобунага сохранял хладнокровие. Получив тайное сообщение о том, что главнокомандующий вражеской армии Имагава Ёсимото остановился передохнуть на холме Окэхадзама, он мгновенно собрал все имеющиеся силы, под прикрытием внезапно пролившегося дождя обошёл основные силы Имагавы и атаковал центральный штаб противника. Войска Имагавы не были готовы к бою и начали отступать. Войска Нобунаги продолжали бить отступающих. Во время погони гвардейцы Хатори Сёхэйта и Мори Си́нсукэ добыли голову Имагавы Ёсимото. Узнав о гибели главнокомандующего, остальные части войск противника поспешно отступили к провинции Суруга. Таким образом, силы Оды одержали блистательную победу, прославив его имя.
После этой битвы род Имагава сильно ослабел. От его владений откололась провинция Микава (современная префектура Айти) во главе с Токугавой Иэясу. В 1562 году последний заключил союз с Нобунагой и начал войну с родом Имагава, постепенно поглощая западные владения бывшего сюзерена. В свою очередь, подписание договора с Иэясу сняло военное напряжение в южных землях провинции Овари и предоставило возможность Нобунаге сосредоточиться на войне с родом Сайто, который владел провинцией Мино.

### Война за Мино
Поводом войны между родами Ода и Сайто была гибель Сайто Досана, главы рода Сайто и союзника Нобунаги. Собираясь передать свои владения Оде, Досан вступил в конфликт со своим сыном, Сайто Ёситацу, и был убит им в 1556 году. Перед смертью Досан успел передать Нобунаге завещание, в котором официально признавал его своим наследником и поручал ему провинцию Мино. Первые годы войны за Мино были безуспешными. Лишь после смерти Сайто Ёситацу в 1561 году (4-м году эпохи Эйроку), когда его бездарный сын Сайто Тацуоки стал главой рода и во вражеском стане случился раскол между старейшинами, ситуация для Оды изменилась к лучшему.
В 1564 году Нобунага заключил союз с Адзаи Нагамасой, властителем северных земель провинции Оми (в настоящее время — префектура Сига), выдав за него замуж свою сестру Оити. С этой поры род Сайто вынужден был вести войну на два фронта. В 1566 году Нобунаге удалось завладеть местностью Суномата, ключевой позицией для взятия главной резиденции врага. Кроме того, разуверившись в силах своего сюзерена Сайто Тацуоки, на сторону Оды перешли трое основных военачальников противника: Инаба Ёсимити, Удзииэ Наомото и Андо Моринари, а также главный стратег Такэнака Хамбэй.
В 1567 году (10-м году эпохи Эйроку) Нобунага захватил вражескую цитадель, замок Инабаяма, изгнал из него Сайто Тацуоки и завладел провинцией Мино. Он перенёс свою резиденцию в этот замок, переименовав его в «Гифу». С момента захвата провинции Мино Нобунага стал использовать печать с надписью «Тэнка фубу» (яп. 天下布武, распространение военного владычества по всей земле), которая стала девизом его политики объединения Японии.

### Поход на Киото

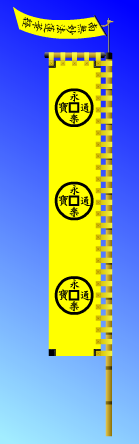
Флаг Нобунаги с тремя монетами.

В 1565 году (8-м году Эйроку) в результате борьбы за власть между влиятельными родами столичной области Кинай был убит 13-й правитель сёгуната Муромати — Асикага Ёситэру. Убийцы, возглавленные родом Миёси, поставили на место правителя марионеточного сёгуна Асикагу Ёсихидэ. Кроме того, для полного контроля над сёгунатом они решили убрать потенциального претендента на пост сёгуна — Асикагу Ёсиаки. Но тот, узнав о недобрых намерениях в отношении него, бежал из столицы в провинцию Этидзэн (в настоящее время префектура Фукуи), владения рода Асакура.
Асакура Ёсикагэ, глава рода, вопреки обещанию помочь беглому сёгуну, не стал двигать свои войска на столицу. Поэтому в 1568 году Ёсиаки отправился в провинцию Мино, владения Нобунаги, который сразу же согласился предоставить помощь, планируя расширить свою сферу влияния на столицу и её окрестности. Благодаря стараниям Ёсиаки, Нобунага заключил союз с родом Такэда, агрессивным восточным соседом, и в сентябре 1568 года выступил с большой армией в поход на Киото под предлогом освобождения города от мятежников.
Менее чем за полмесяца Нобунага завладел городом. Заговорщики из рода Миёси бежали в провинцию Ава (в настоящее время префектура Токусима). Те, кто пытался сопротивляться, были уничтожены (род Роккаку). Практически вся знать столичной области признала власть Нобунаги. Асикага Ёсиаки был назначен 15-м сёгуном и в благодарность за помощь предложил Нобунаге пост своего заместителя. Однако тот отказался, не желая связывать себя с сёгунской системой власти, поскольку собирался держать всю полноту власти в своих руках. После похода Нобунага вернулся в свою резиденцию, замок Гифу.
Род Миёси попробовал взять реванш и в январе 1569 года, воспользовавшись отсутствием Нобунаги, атаковал киотский замок сёгуна. Однако это наступление было отбито расквартированными в столице силами Оды под командованием Акэти Мицухидэ и войсками союзника Адзаи Нагамасы. После поражения Миёси окончательно утратили все позиции в столице, а Нобунага получил возможность контролировать один из крупнейших торговых центров Японии того времени — город Сакаи. В том же году Нобунага завершил завоевание провинции Исэ (в настоящее время префектура Миэ), приняв капитуляцию рода Китабакэ и расширив свою власть на весь столичный район Кинай (теперешние префектуры Киото, Сига, Нара, Миэ и Осака).

### Коалиция противников Нобунаги
В 1569 году (12-м году Эйроку) Нобунага послал Асикаге Ёсиаки «дворцовые положения» из 16 статей, которые существенно ограничивали полномочия сёгуна. Ёсиаки признал эти положения, однако они послужили началом конфронтации между двумя политиками.
В апреле 1570 года (1-го года эры Гэнки), под предлогом наказания Асакуры Ёсикагэ, отказавшего сёгуну в помощи во время захвата Киото кланом Миёси и пренебрёгшего приказом явиться в столицу после её освобождения, Нобунага вместе с союзными силами Токугавы Иэясу начал поход на провинцию Этидзэн. Когда силы Оды и Токугавы вторглись на вражескую территорию, Нобунага получил известие об измене своего союзника и родственника Адзаи Нагамасы. Чтобы не быть окружёнными войсками Асакуры и Адзаи одновременно, Нобунага принял решение немедленно отступить в столицу. В арьергарде остались Киносита Хидэёси (позднее ставший известным как Тоётоми Хидэёси) и Токугава Иэясу, успешно отбившие все атаки противника. Нобунаге удалось ускользнуть от врагов и вернуться в Киото. Этот неудачный поход привёл к ещё большему обострению отношений между Одой и сёгуном. Последний выслал тайные письма главам родов Асакура, Адзаи, Такэда, Мори и Миёси, а также буддийским монастырям Энряку-дзи и Исияма Хонган-дзи с призывом свергнуть Нобунагу. Образовалась «антинобунагская коалиция», которой фактически управлял сёгун Ёсиаки. Тем не менее, несогласованность планов членов коалиции и блестящие действия Нобунаги по нейтрализации оппонентов привели к её скорому распаду.
В августе 1570 года союзные силы Оды и Токугавы встретились в решающей битве при Анэгаве c 13-тысячным войском Адзаи Нагамасы и Асакуры Кагэтакэ. Мощная атака противников разбила первые ряды войска Нобунаги, но удары в тыл и фланги вражеских сил изменили ход битвы в пользу союзников. В конце лета того же года Нобунага двинул свои войска против сил рода Миёси, которые закрепились в провинции Сэтцу (современная префектура Осака). Ему пришлось вести тяжёлые бои, так как противники получили поддержку со стороны монастыря Энряку-дзи и остатков войск Асакуры и Адзаи. Чтобы окончательно расправиться с врагами в тылу, Ода отступил из Сэтцу и перебросил войска в район их действий. Однако Адзаи и Асакура бежали за стены монастыря Энряку-дзи, и Нобунага был вынужден тратить время на его осаду. В это время настоятель монастыря Хонган-дзи провозгласил Нобунагу «врагом Закона Будды» и приказал своим монахам-воинам поднять восстание в крепости Нагасима.
В этой ситуации Нобунага решил задействовать императорский двор, чтобы на некоторое время обезвредить противников. При посредничестве Императора Огимати Ода заключил временный союз с Асакурой и Адзаи. В июне 1571 года (2-м году Гэнки), накопив сил для дальнейшей борьбы, Нобунага атаковал монастырь Энряку-дзи и сжёг его дотла, около трёх тысяч монахов, женщин и детей, находившихся в монастыре, были безжалостно перебиты. С падением Энряку-дзи силы Адзаи и Асакуры сильно ослабели, и в следующем году несколько их военачальников перешли на сторону Нобунаги. Чувствуя угрозу распада коалиции, сёгун обратился за срочной помощью к Такэде Сингэну, властителю провинции Каи (современная префектура Яманаси). Род Такэда славился своими воинами на всю Японию, и сёгун с нетерпением ожидал их в столице. Сингэн разорвал старый союз с Нобунагой и вторгся в его восточные владения, где лежала провинция Мино, одновременно напав на земли Токугавы Иэясу в провинциях Тотоми и Микава (современные префектуры Айти и Сидзуока).
В январе 1573 года войска Сингэна разбили союзные силы Токугавы и Оды под командованием Токугавы Иэясу в битве на плато Микатагахара. Иэясу, потеряв почти всё войско, едва сумел вырваться из окружения и бежать в свой замок. Успехи Такэды на восточном фронте подбодрили внутренних врагов Нобунаги: несколько феодалов столичного округа во главе с сёгуном Асикагой Ёсиаки подняли против Оды войска. Нобунага попытался уладить отношения с Ёсиаки через императора, но этот план потерпел неудачу.

### Распад коалиции. Конец сёгуната Муромати

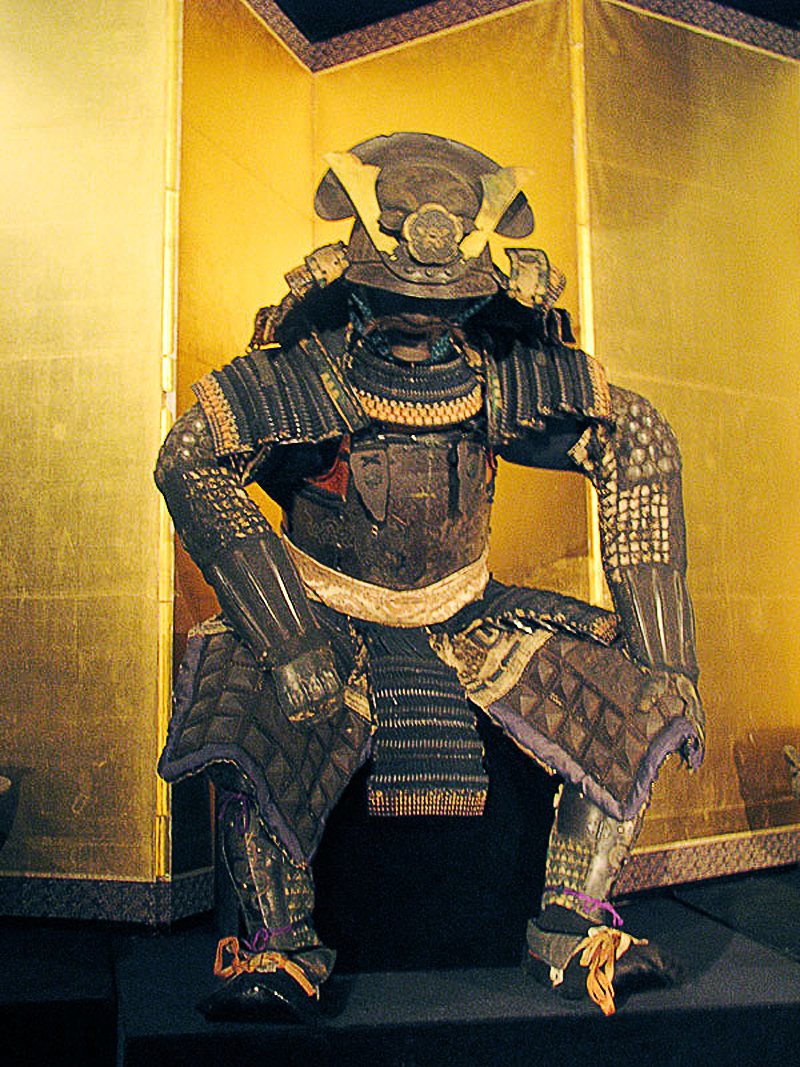
Доспехи Нобунаги.

В апреле 1573 года (4-го года эры Гэнки) Такэда Сингэн, самый опасный враг Нобунаги, умер от болезни на полпути до столицы. Войска Такэды, потеряв лидера, сразу же повернули обратно в провинцию Каи, оставив других участников «антинобунагской коалиции» один на один с мощными силами Оды. Нобунага нанёс свой первый удар по мятежному сёгуну, в августе того же года захватив его замки Нидзё в Киото и Макиносима около Удзи. Капитуляция Ёсиаки в Макиносиме 15 августа 1573 года, изгнание его из Киото и пострижение в монахи ознаменовало конец сёгуната Муромати. Чтобы обозначить завершение эпохи, Нобунага обратился к императорским чиновникам с просьбой изменить девиз правления с «Гэнки» на «Тэнсё» («Небесная справедливость»). Эта просьба была удовлетворена.
В августе 1573 года (1-го года эры Тэнсё) Нобунага вторгся во владения рода Асакура, разгромив его войска в битве за замок Итидзиодани и вынудив Асакуру Ёсикагэ совершить сэппуку. Таким образом, род Асакура был истреблён. После этого Ода бросил все силы на устранение рода Адзаи, который был уничтожен с падением своей главной крепости Одани. По рассказам, Нобунага сделал из черепов Асакуры Ёсикагэ и Адзаи Нагамасы золотые чаши.
В конце сентября 1573 года Ода решил усмирить монахов, восставших в Нагасиме. Месяц тяжёлых боёв не дал результата, и Нобунага, потеряв значительное число воинов и понеся существенные убытки, отступил от крепости. План покорения повстанцев был отложен на следующий год. В ноябре того же года перепуганные действиями Оды старейшины клана Миёси убили своего сюзерена, собиравшегося выступить против Нобунаги, и тем самым положили конец существованию собственного рода. Таким образом, менее чем за год «антинобунагская коалиция» была разгромлена.

### Штурм Нагасимы
С наступлением 1574 года (2-го года эры Тэнсё) монахи монастыря Исияма Хонган-дзи подняли восстание в завоёванной Нобунагой провинции Этидзэн, перебили всю прибывшую администрацию и захватили власть в свои руки. С другой стороны, новый глава рода Такэда, Такэда Кацуёри, собираясь реализовать планы покойного отца по захвату столицы, атаковал восточные владения Нобунаги. Между тем, в марте того же года Нобунага был назначен советником императора, что сильно подняло его авторитет в стране. С этих пор война против Нобунаги становилась войной против императорского дома. Авторитет императора среди самураев был достаточно большим, и всё меньше и меньше родов отваживались бороться с Одой.
В июле Нобунага повёл 30-тысячное войско на мятежную Нагасиму, располагавшуюся на островах в речной дельте, что делало её природным укреплением. Ода, планируя взять бунтовщиков измором, окружил силы повстанцев, прочно занявших островные укрепления. На протяжении месяца монахи отсиживались в крепости без подвоза провизии и отчаянно боролись против вражеских войск, убив двух братьев Нобунаги. Но с середины августа, когда пищи хватать перестало, силы повстанцев начали угасать. Ценой больших потерь войска Нобунаги взяли штурмом центральное укрепление Нагасимы — замок Отори.
К концу сентября большинство монахов решили сдаться, с условием, что им будет позволено отступить в монастырь Хонган-дзи в Осаке. Нобунага притворно принял это предложение, но как только бунтовщики открыли ворота своих укреплений, воины Оды бросились на них и перебили всех без исключения. У монахов осталось только два укрепления, которые отказались сдаваться. Их оцепили и сожгли вместе с защитниками, число которых составляло около 20 000 человек. Методы подавления восстания были жёсткими, но эффективными, отбивая у многих недовольных охоту поднимать бунт во внутренних владениях Оды.

### От битвы при Нагасино до завоевания провинции Этидзэн

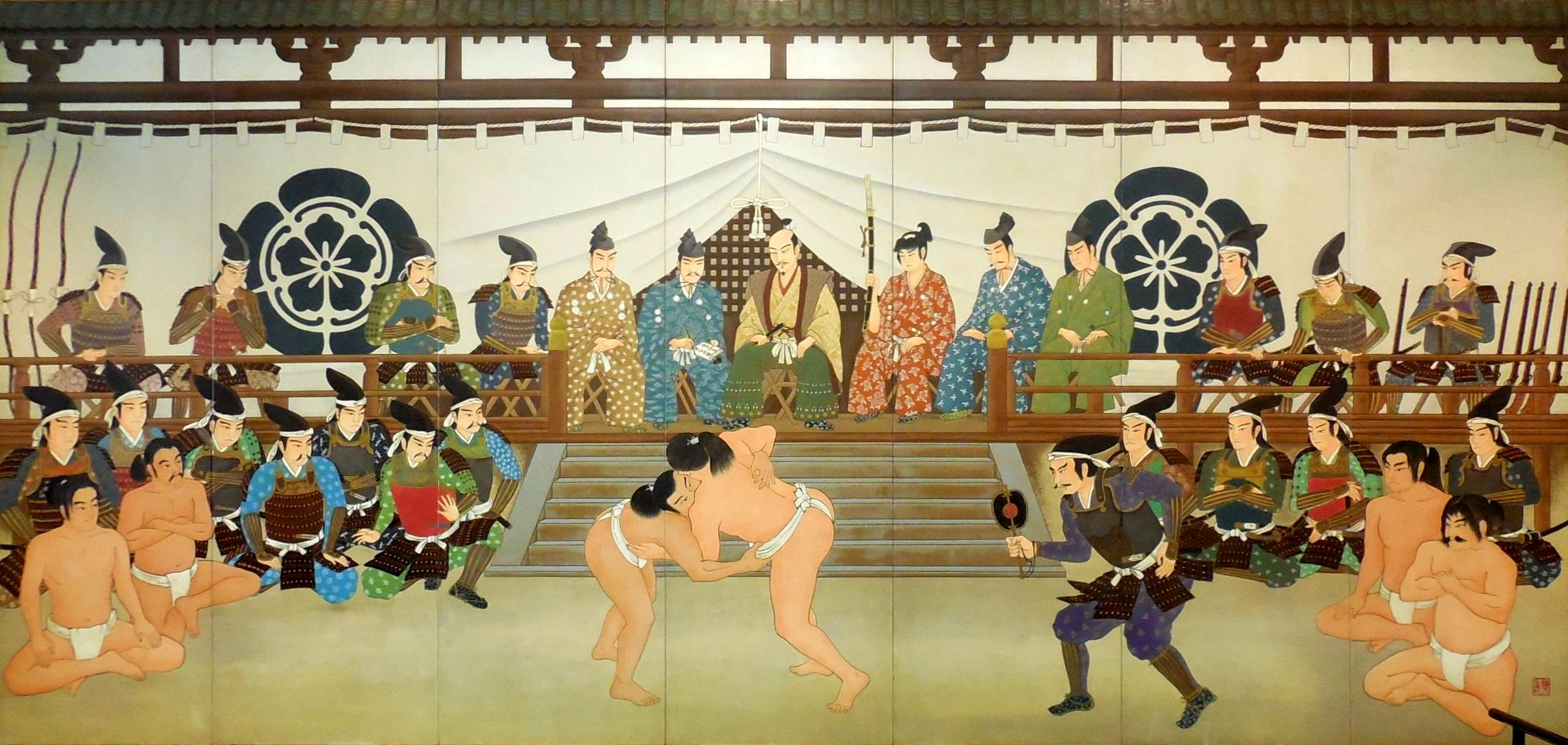
Ода Нобунага наблюдает за поединком сумоистов

В мае 1575 года (3-го года эры Тэнсё) 15-тысячное войско рода Такэда вторглось во владения союзника Нобунаги Токугавы Иэясу и подошло под замок Нагасино. Сразу захватить замок не удалось, и нападающие были вынуждены осаждать его, тратя на это время. В том же месяце на помощь Токугаве прибыло 30-тысячное войско Нобунаги. 29 июня между войсками Такэды Кацуёри и армиями союзников состоялась битва при Нагасино. Элитная конница Такэды была наголову разбита аркебузирами Нобунаги и Токугавы. Это было первое сражение в истории междоусобных феодальных войн Японии, победа в которой была добыта благодаря огнестрельному оружию. Род Такэда, потеряв две трети войска и многих выдающихся военачальников, больше не смог восстановить силы.
В августе, после битвы при Нагасино, Нобунага атаковал восставшую провинцию Этидзэн. На тот момент между бунтовщиками произошёл раскол из-за злоупотреблений их высокопоставленных лиц, и часть недовольных перешла на сторону Нобунаги. Войска Оды уничтожили около 12 тысяч монахов-повстанцев, а ещё 40 тысяч захватили в плен и превратили в рабов, продав их японским и европейским работорговцам. Провинция Этидзэн снова стала владением Нобунаги. Он поручил управление ею одному из своих выдающихся командиров, Сибате Кацуиэ.

### Вторая коалиция против Нобунаги
В декабре 1575 года (3-го года Тэнсё) Нобунага передал титул главы клана Ода и замок Гифу своему сыну Оде Нобутаде, но оставил за собой все реальные рычаги власти. Нобунага построил себе новый замок в Адзути, моделью для которого послужила европейская средневековая крепость с высокой главной башней в центре. Новый замок стал символом «новой власти» Нобунаги.
В это время изгнанный из Киото бывший сёгун Асикага Ёсиаки снова разослал письма с призывами свергнуть режим Оды родам Мори, Такэда и Уэсуги, а также монастырю Хонган-дзи. Сформировалась так называемая «вторая антинобунагская коалиция».
В начале 1576 года против Нобунаги восстал Хатано Хидэхару, хозяин провинции Тамба (часть современных префектур Киото и Хёго). Военачальники Оды отправились на подавление восстания, но их кампания против Хатано закончилась неудачей. Кроме того, монастырь Хонган-дзи тоже начал наступление. Монахи разбили силы Оды, державшие монастырь в осаде, и, загнав противников в соседние форты, окружили их. Чтобы спасти ситуацию, Нобунага лично повёл свои отряды в район Осаки. В ожесточённом бою при Тэнно-дзи он получил пулевое ранение в бедро, но само его присутствие подбодрило войска, и им удалось заставить монахов отступить обратно в Хонган-дзи, осада которого возобновилась. Один из адмиралов Оды, Куки Ёситака, получил приказ блокировать монастырь с моря, однако эту блокаду вскоре прорвали силы рода Мори, которые разбили флот Оды в бою и доставили в Хонган-дзи новые запасы продовольствия и оружия. Кроме того, у северных границ владений Нобунаги начал активные действия «северный тигр» из провинции Этиго (современная префектура Ниигата) — Уэсуги Кэнсин.
Нобунага принял решение нейтрализовать сначала ближайшего противника — монахов в Хонган-дзи. Он разбил их союзников, феодалов из провинции Кии (современная префектура Вакаяма), и таким образом сумел окончательно блокировать монастырь с суши. Против Уэсуги он выслал армию под руководством Сибаты Кацуиэ, которая, однако, потерпела поражение. Обнадёженные победой Кэнсина, во внутренних владениях Оды восстали его враги под руководством Мацунаги Хисахидэ. Бунт быстро удалось подавить, но поражение, нанесённое Оде Кэнсином, усилило позиции Хонган-дзи и родов Мори и Хатано. Оду постепенно окружало кольцо врагов.
Однако Нобунаге снова повезло. В марте 1578 года Уэсуги Кэнсин умер от болезни, и армия Сибаты Кацуиэ взяла реванш, захватив провинцию Ното (современная префектура Исикава). В ноябре того же года окованные железом корабли Оды разбили флотилию рода Мори и восстановили морскую блокаду монастыря Хонган-дзи. Кроме того, в 1579 году военачальник Акэти Мицухидэ сумел завоевать все владения рода Хатано. В том же году, благодаря находчивости Тоётоми Хидэёси, на сторону Нобунаги перешёл род Укита, давний союзник рода Мори, а мятежные феодалы Араки и Бэссё были разбиты. Новая «антинобунагская коалиция» фактически распалась.
Ода разделил свои армии на несколько фронтов. Завоевание северных провинций он поручил Сибате Кацуиэ, а войну с ослабленным родом Такэда возложил на Такигаву Кадзумасу и Токугаву Иэясу. Надзирать за порядком в столичной области было поручено Акэти Мицухидэ. За кампанию против рода Мори отвечал Тоётоми Хидэёси, а за осаду монастыря Хонган-дзи — Сакума Нобумори. Усмирение восстаний на острове Сикоку должны были проводить Нива Нагихидэ и Ода Нобутака.
В 1580 году, благодаря вмешательству императора, монахи Хонган-дзи капитулировали и оставили укрепления Осаки, перебравшись в провинцию Кии. Таким образом, Нобунаге удалось нейтрализовать своего злейшего врага. В 1581 году силы Оды вторглись в провинцию Ига, один из главных центров диверсантов-ниндзя, которые с давних пор работали на врагов Нобунаги. Его 60-тысячное войско атаковало Игу с шести направлений сразу, опустошив практически всю провинцию и вырезав большую часть населения. В марте 1582 года было покончено с родом Такэда. В руки Нобунаги перешли провинции Кодзукэ, Синано и Каи.

### Смерть
29 мая 1582 года (10-го года Тэнсё) в ходе подготовки кампании против рода Мори Нобунага остановился в Киото, в храме Хонно-дзи. Он собирался лично возглавить войска, часть которых уже вела затяжные бои с противником. На подмогу им были высланы силы военачальника Акэти Мицухидэ. Однако ночью 2 июня войска, посланные на помощь, вместо выступления на фронт прибыли в Киото и окружили храм Хонно-дзи, где находился Нобунага со своей свитой. Солдаты Акэти Мицухидэ взяли храм штурмом, и Нобунага, охраняемый только небольшим числом телохранителей и слуг из числа свиты, проиграл битву и был вынужден совершить харакири.

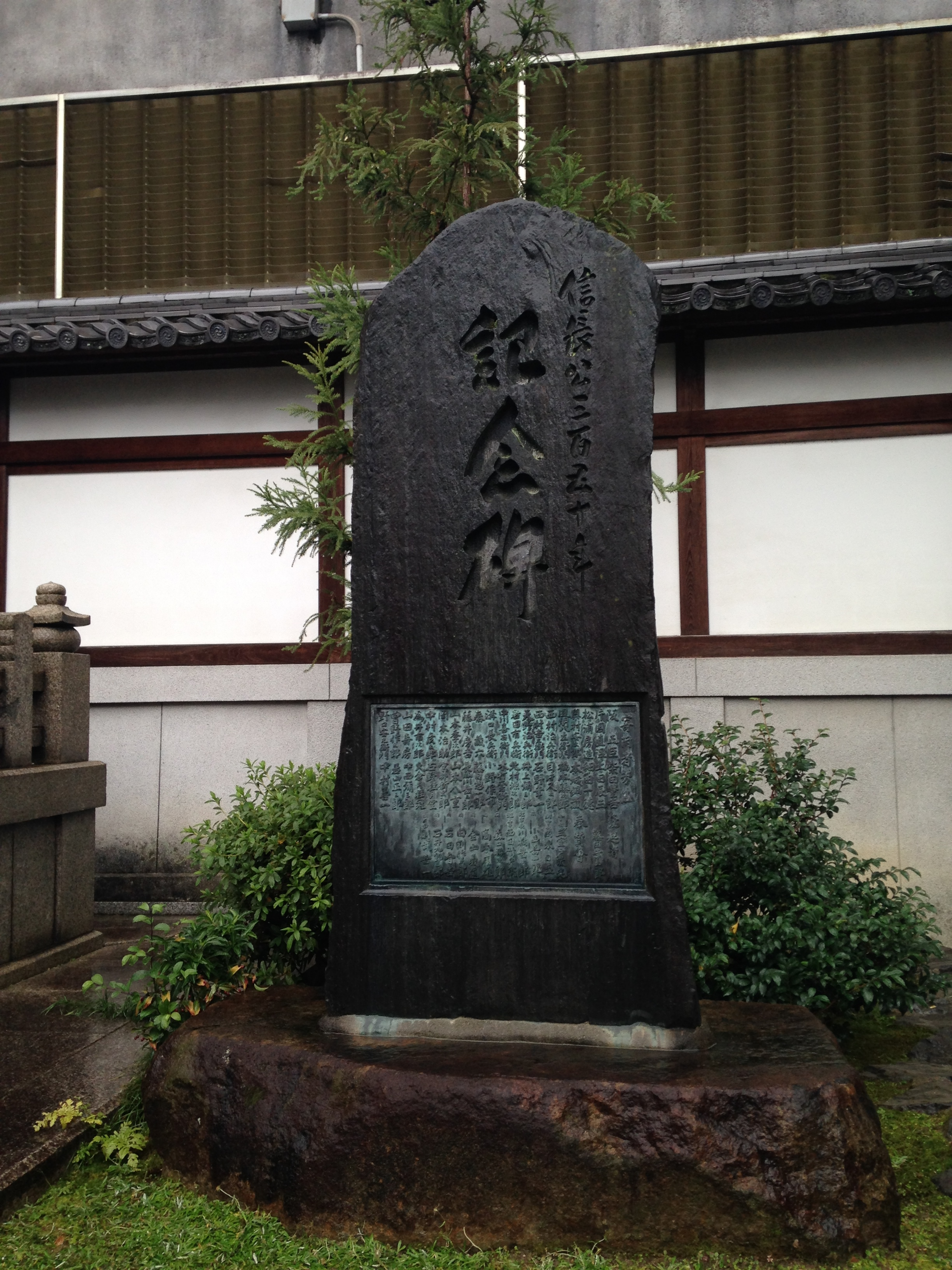
Стела, посвящённая Нобунаге, в храме Хонно-дзи

Существует несколько гипотез по поводу того, что именно побудило Акэти восстать против своего сюзерена. Наиболее аргументированным является предположение, что Акэти, будучи одним из выдающихся военачальников Нобунаги, терпел от него побои и притеснения. Ода не проникался японской стариной и традициями, которые уважал Акэти. Стремление Нобунаги подчинить своей власти императора, ликвидация сёгуната и, главное, конфискация Одой всех земель Акэти вынудили его выступить против деспотичного сюзерена. Таким образом, считается, что Акэти убил Оду, руководствуясь личными мотивами. По другой версии, Акэти выполнял заказ врагов Оды, которые давно хотели его убить. Среди них называют императора, бывшего сёгуна Ёсиаки и преемников Нобунаги — Тоётоми Хидэёси и Токугава Иэясу.

После смерти своего господина Мицухидэ получил аудиенцию у императора и объявил себя сёгуном. Но он недолго пользовался сёгунской властью: узнав о случившемся, Хидэёси и Токугава Иэясу поспешили в Киото, чтобы отомстить за смерть Нобунаги и занять его место. Первым успел Хидэёси, который в битве при Ямадзаки разбил войско Акэти Мицухидэ, а сам Мицухидэ 2 июля погиб в сражении.

## Реформаторская деятельность

### Военные реформы
1. Ввёл в употребление 5-6 метровые пики для защиты от самурайской тяжёлой кавалерии. При этом ряды пикинёров должны были в бою прикрывать аркебузиров и стрелков из лука.
2. Ввёл в массовое употребление огнестрельное оружие (в битве при Нагасино 10 тысяч аркебузиров, 30 % войска Оды Нобунаги, решили исход боя в его пользу).
3. Наряду с корейцами под командованием Ли Сунсина[2] впервые в мире применил бронированные корабли в морской войне против княжества Сацума, которое современники называли «империей в империи»[3].

### Налоговые реформы

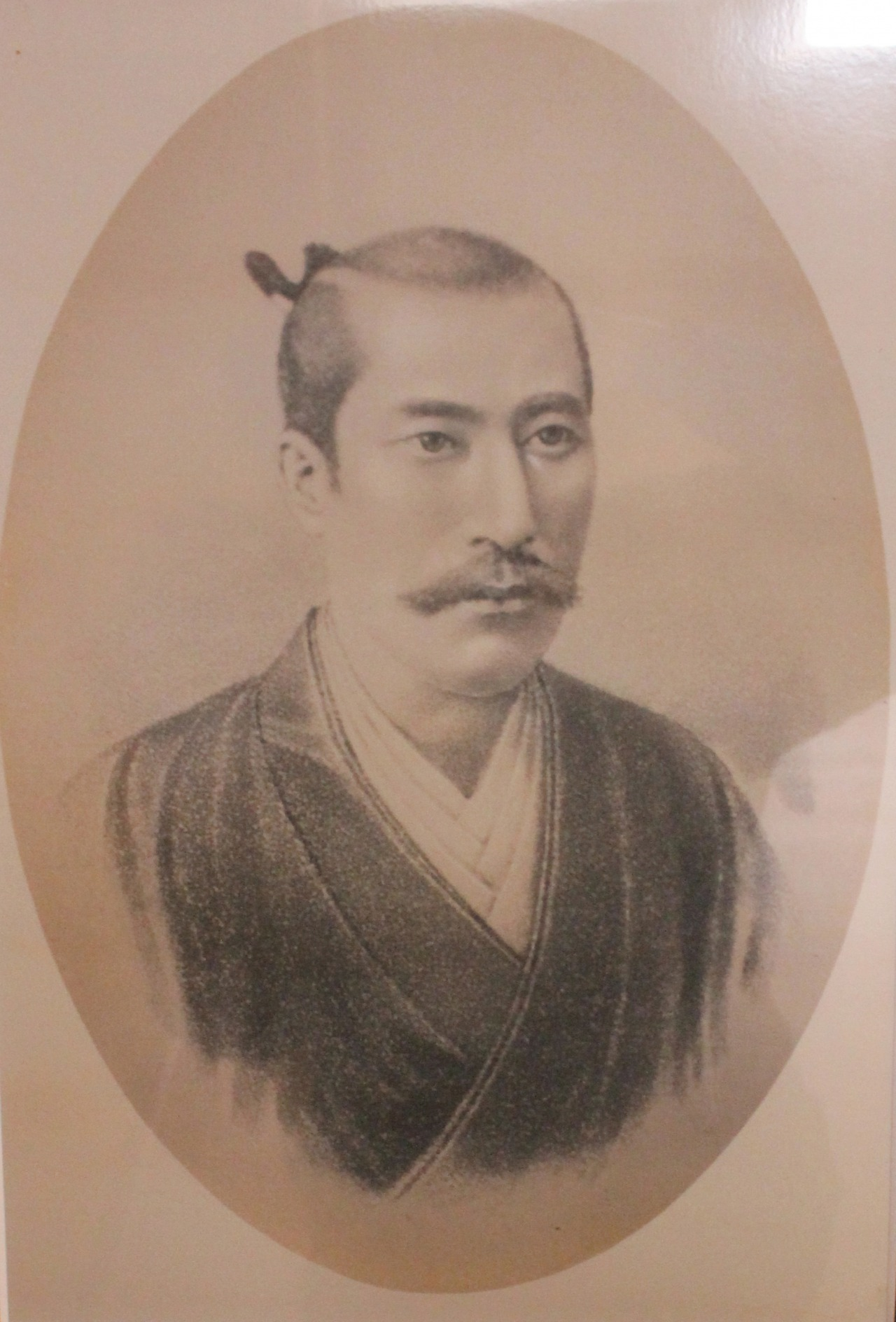
Портрет Нобунаги кисти итальянского монаха, предп. 1580-е годы

1. Ликвидировал все местные налоги и таможенные заставы, установленные на границах провинций, на дорогах и перекрёстках.
2. Отменил привилегии ремесленных цехов и купеческих гильдий, в особенности богатого купечества, на производство и продажу изготовленных товаров.
3. Разрешил в крупных городах свободно открывать рынки, в частности, у своего замка Адзути Ода построил призамковый город (в котором уже в 1582 году насчитывалось 5000 жителей) и объявил его свободным рынком.
4. Запретил облагать налогами купцов и покупателей за перевозку ими товаров.
5. Запретил облагать налогами жителей городов за принадлежащие им строения[4].

### Финансовые реформы
1. Урегулировал денежное обращение (запрет обменных операций, в которых рис выступал в качестве единицы обмена).
2. Ввёл в обращение единую систему золотых, серебряных и медных монет.
3. Право выпуска монет переходило только правительству сёгуна.
4. Установил соотношение между золотом, серебром и медью[4].

### Прочие реформы
1. Реорганизовал и упорядочил систему судопроизводства, сделав её единой для всей страны.
2. Строительство дорог и мостов для поддержания внутренних торговых связей и развития местных рынков[4].

### Значение и итоги реформ Оды Нобунаги
Основной задачей реформ Оды Нобунаги был подрыв материальной базы и соответственно сепаратизма феодалов и провинций Японии, а также развитие внешней и внутренней торговли. Реформаторская деятельность Оды Нобунаги способствовала политическому объединению и обеспечению экономического единства страны.

## В культуре

### Романы
- «Ода Нобунага». Уко Васио (1941)
- «Нобунага». Анго Сакагути (1953)
- «Окэхадзама». Ясуси Иноуэ (1954)
- «Ода Нобунага». Сохати Ямаока (1961)
- «Огненный столп — Ода Нобунага». Дзиро Осараги (1962)
- «Кунитори моногатари». Рётаро Сиба (1966)
- «Адзути оканки». Кунио Цудзи (1968)
- «Облака горы Тэммоку». Ясуси Иноуэ (1975)
- «Нижние небеса являются сном?». Ё Цумото (1989)
- «Время решающей битвы». Сюсаку Эндо (1991)
- «Демоны и люди». Таити Сакайя (1993)
- «Пламенный человек Нобунага». Дзётаро Кувахара (1996)
- «Тэмма Нобунага». Наоки Такахаси (1997)
- «Пылающий Нобунага». Рютаро Абэ (2004)
- «Гроб Нобунаги». Хироси Като (2005)
- «Синий Нобунага». Рютаро Абэ (2012)
- «Нобунага: Демон-повелитель рассвета». Сумики Амано (2013)
- «Стоя в дурацком мире: Страницы Нобунаги в Гифу». Сюн Хаями (2016)
- «Принцип Нобунаги». Рёсукэ Какинэ (2018)
- «Кровавые слёзы Нобунаги». Дайдзиро Сугияма (2021)

### Фильмы
- «Ода Нобунага» (1940, режиссёр Масахиро Макино, актёр Тиэдзо Катаока)
- «Красноликий молодой воин Ода Нобунага» (1955, режиссёр Тосикадзу Коно, актёр Кинносукэ Накамура)
- «Авантюрист Ода Нобунага» (1959, режиссёр Тосикадзу Коно, актёр Кинносукэ Накамура)
- «Юные дни Нобунаги» (1959, режиссёр Кадзуо Мори, актёр Райдзо Итикава)
- «Кагэмуся: Тень воина» (1980, режиссёр Акира Куросава, актёр Дайсукэ Рю)
- «Спецназ против самураев. Миссия 1549» (2005, режиссёр Масааки Тэдзука, актёр Такэси Кага)
- «Гоэмон» (2009, режиссёр Кадзуаки Кирия, актёр Хасиносукэ Накамура)
- «Спросите у Рикю» (2013, режиссёр Мицутоси Танака, актёр Юсукэ Исэя)
- «Три Нобунаги» (2019, режиссёр Кэй Ватанабэ, актёры: Такахиро Тасаки, Хаято Итихара, Ёсинори Окада)
- «Легенда и бабочка» (2023, режиссёр Кэйси Отомо, актёр Такуя Кимура)
- «Шея» (2023, режиссёр Такэси Китано, актёр Рё Касэ)

### Сериалы
- «Юные дни Нобунаги» (1961, актёр Дандзюро Итикава)
- «Ода Нобунага» (1962, актёр Тоситака Ито)
- «Юные дни Нобунаги» (1964, актёр Энъо Итикава)
- «Кунитори моногатари» (1973, актёр Хидэки Такахаси)
- «Ода Нобунага» (1989, актёр Кэн Ватанабэ)
- «Нобунага: Король Дзипангу» (1992, актёр Наото Огата)
- «Ода Нобунага» (1994, актёр Хидэки Такахаси)
- «Ода Нобунага: Болван, покоривший Японию» (1998, актёр Такуя Кимура)
- «Кунитори моногатари» (2005, актёр Хидэаки Ито)
- «Тэнтидзин» (2009, актёр Кодзи Киккава)
- «Женщина-Нобунага» (2013, актриса Юки Амами)
- «Шеф-повар Нобунаги» (2013, актёр Мицухиро Ойкава)
- «Стратег Камбэй» (2014, актёр Ёсукэ Эгути)
- «Концерт Нобунаги» (2014, актёр Сюн Огури)
- «Пылающий Нобунага» (2016, актёр Нориюки Хигасияма)
- «Санада-мару» (2016, актёр Котаро Ёсида)
- «Сёга дорама: Ода Нобунага» (2017, актёры: Хироки Миякэ, Рюдзи Акияма)
- «Окэхадзама: Рождение завоевателя Оды Нобунаги» (2021, актёр Эбидзо Итикава)
- «Эпоха самураев. Борьба за Японию» (2021, актёр Масаёси Ханэда)
- «Новые хроники Нобунаги: Одноклассники военачальники Сэнгоку» (2022, актёр Рэн Нагасэ)

### Манга
- «Ода Нобунага». Мицутэру Ёкояма (1985)
- «Нобунага». Рёити Икэгами (1986—1990)
- «Словно мечта». Хироси Мотомия (1991—1995)
- «Премьер-министр Ода Нобунага». Ясуси Сино (1994—1997)
- «Тэнка фубу. Нобунага». Юка Нагатэ (1996—1998)
- «Самурай Кё». Акиминэ Камидзё (1999—2006)
- «Хвост луны». Ринко Уэда (2003—2007)
- «Сэнгоку». Хидэки Миясита (2004—2007)
- «Ода Нобунага: Биографии людей периода Сэнгоку». Дайсукэ Хаякава (2007)
- «Заблудившись в Сэнгоку». Синго Нанами (2007—2014)
- «Ниндзя Нобунаги». Наоки Сигэно (с 2008)
- «Концерт Нобунаги». Аюми Исии (с 2009)
- «Скитальцы». Кота Хирано (с 2009)
- «Порождение войны: Легенда Оды Нобунаги». Тэцуо Хара (2010—2022)
- «Шеф-повар Нобунаги». Такуро Кадзикава (с 2011)
- «Великие помыслы Оды Нобуны». Сигурэ Аоба (2011—2014)
- «Ода Нобунага: "Тэнка фубу" — Человек, прошедший смутные годы Сэнгоку». Томми Оцука (2012)
- «Мечта Нобунаги». Ёитиро Оно (2013—2015)
- «Дурак Нобунага». Сёдзи Кавамори (2013—2015)
- «Ода "Корица" Нобунага». Уна Мэгурогава (2014—2021)
- «Кошачья японская история». Кэндзи Сониси (c 2015)
- «Учитель Нобунага». Хидэки Овада (2017—2020)
- «Новые хроники Нобунаги: Нобунага-кун и я». Синобу Кайтани (2019—2021)
- «Хонно-дзи сгорит, сколько бы раз это не повторялось?!». Кэнси Фудзимото (с 2020)

### Аниме
- «Временной странник» (1986, сэйю Тадаси Ёкоти)
- «Гнев ниндзя» (1987—1988, сэйю Кадзуки Яо)
- «Заклинатель Кудзяку» (1988—1991, сэйю Тикао Оцука)
- «Самурай Кё» (2002, сэйю Сё Хаями)
- «Эпоха смут» (2009—2010, сэйю Норио Вакамото)
- «Девы гражданской войны: Розовый парадокс» (2011, сэйю Мэгуми Тоёгути)
- «Эпоха смут: Последняя вечеринка» (2011, сэйю Норио Вакамото)
- «Сэнгоку коллекция» (2012, сэйю Руми Окубо)
- «Великие помыслы Оды Нобуны» (2012, сэйю Канаэ Ито)
- «Дурак Нобунага» (2014, сэйю Мамору Мияно)
- «Концерт Нобунаги» (2014, сэйю Юки Кадзи)
- «Ниндзя Нобунаги» (2016—2018,  сэйю Ватару Хатано)
- «Скитальцы» (2016, сэйю Наоя Утида)
- «Кошачья японская история» (2016—2021, сэйю Ю Кобаяси)
- «Школа смут» (2018, сэйю Норио Вакамото)
- «Ода "Корица" Нобунага» (2020, сэйю Кэнъю Хориути)
- «Ясукэ» (2021, сэйю Такэхиро Хира)

### Видеоигры
- Серия игр Nobunaga's Ambition (1983—2022)
- Toki no Tabibito (1986, Famicom)
- Kenseiden (1988, Sega Master System)
- Takeda Shingen (1988, Famicom)
- Mystic Defender (1989, Sega Mega Drive)
- Shingen the Ruler (1989, Famicom)
- Inindo: Way of the Ninja (1991, PC-88)
- Tenka Fubu: Eiyuutachi no Houkou (1991, Sega Mega-CD)
- Ninja Commando (1992, Neo-Geo)
- Super Mahjong Taikai (1992, Super Famicom)
- Nobunaga Kouki (1993, Super Famicom)
- Oda Nobunaga: Haou no Gundan (1993, Super Famicom)
- Yume Maboroshi no Gotoku (1993, Super Famicom)
- Mahjong Taikai II (1994, Super Famicom)
- Othello World II: Yume to Michi e no Chousen (1995, PlayStation)
- Ninja Master's (1996, сэйю Масао Харада)
- Kichikuou Rance (1996)
- Nobunaga Hiroku: Ge-Ten no Yume (1997, PlayStation)
- Age of Empires II: The Age of Kings (1999)
- Throne of Darkness (2001)
- Shogun: Total War (2001)
- Серия игр Onimusha (2001—2018)
- Samurai Deeper Kyo (2002, PlayStation, сэйю Сё Хаями)
- Samurai Deeper Kyo (2002, Game Boy Advance)
- Kessen III (2004, сэйю Рётаро Окиаю)
- Серия игр Samurai Warriors (2004—2021, сэйю Дзюрота Косуги, Нобунага Симадзаки)
- Sakura Wars: So Long, My Love (2005, сэйю Дзюрота Косуги)
- Серия игр Sengoku Basara (2005—2019, сэйю Норио Вакамото)
- Sengoku Rance (2006)
- Серия игр Warriors Orochi (2007—2018, сэйю Дзюрота Косуги)
- Sid Meier’s Civilization V (2010, сэйю Рёсукэ Аоикэ)
- Total War: Shogun 2 (2011)
- Eiyuu Senki: The World Conquest (2012, сэйю Юкари Аояма)
- Geten no Hana (2013, сэйю Масая Мацукадзэ)
- Monster Strike (2013)
- Fate/Grand Order (2015, сэйю Риэ Кугимия)
- Civilization Revolution 2 Plus (2015, PlayStation Vita)
- Nioh (2017, сэйю Ёити Эрикава)
- Nioh 2 (2020, сэйю Кадзухико Иноуэ)
- Samurai Maiden (2022, сэйю Такая Курода)
- Assassin’s Creed Shadows (2025)